# Памятник зайцу (Санкт-Петербург)
Памятник зайцу — скульптура в Санкт-Петербурге, находится у Иоанновского моста, ведущего в Петропавловскую крепость через Кронверкский пролив. Установлена в рамках празднования 300-летия города, является своеобразной данью топонимической легенде Заячьего острова.

## История создания
Памятник был открыт 8 мая 2003 года в рамках празднования 300-летия Санкт-Петербурга. Установка памятника была приурочена к окончанию реставрационно-восстановительных работ Иоанновского моста. Авторами проекта стали петербургский скульптор Владимир Алексеевич Петровичев, работающий в жанре анималистики, и архитектор Сергей Яковлевич Петченко. Одним из идеологов установки памятника стал петербургский историк Сергей Борисович Лебедев.
По задумке авторов фигура зайца должна была быть установлена на вбитую в дно Кронверкского пролива сваю, верх которой совпадал бы с уровнем пешеходной части моста. Изначально планировалось установить скульптуру с правой стороны от Иоанновского моста (если двигаться по мосту к Петропавловской крепости), на расстоянии в 2 метрах от самого моста и в 8 метрах от береговой линии. Однако от установки сваи было решено отказаться ввиду сложности и дороговизны работ.
В связи с реставрацией Иоанновского моста, проводимой в 2003 году, появилась возможность установить фигуру зайчика на один из кустов свай, которые предохраняют опоры моста от ледохода. В дальнейшем фигура зайчика была перемещена на другой свайный куст и расположена с другой стороны моста.
Скульптура имеет высоту 58 см, выполнена из сплава силумина, алюминия и дюраля, и покрыта нитридом титана.

## Топонимическая легенда
Широко известны два варианта легенды о случайной встрече на острове зайца и основателя города Петра I.
По одной из версий, спасающийся от наводнения заяц прыгнул на сапог Петру I сразу, когда тот сошёл на берег из причалившей к острову лодки. На самом же острове водилось невиданное количество зайцев. После этого случая Пётр I стал именовать остров Заячьим.
Другая версия гласит о том, что испуганный заяц, вероятно спасавшийся бегством, чтобы не стать добычей хищника, запрыгнул Петру I прямо в руки. Произошло это в момент, когда царь ругал за нерасторопность плотников, работавших на строительстве Петропавловской крепости. Это происшествие настолько развеселило Петра I, что он тут же сменил гнев на милость и не стал наказывать плотников.
Впрочем, краевед Михаил Иванович Пыляев в своем труде «Старый Петербург. Рассказы из былой жизни столицы» сообщал, что остров имел свое финское допетровское название Енисари. 

Островок, на котором Петр создал крепость, назывался Енисари, то есть Заячий…— М. И. Пыляев
Существует также мнение, что финское Енисари, фин. jänis-saari, на самом деле было не «Заячий остров», а jäänisaari — «остров Ивана Купалы».

## Значение памятника в городской жизни
При открытии памятник получил название «Зайчик, спасшийся от наводнения», также он известен под названиями «Памятник Зайцу у Петропавловской крепости» или просто «Памятник Зайцу». В то же время у Зайца есть имя собственное — Арсений: это анаграмма финского эквивалента топонима «Заячий остров» — «Енисари».
Скульптор Владимир Петровичев трудился над скульптурой за три года до её открытия. Заяц у Петропавловской крепости продолжил череду таких миниатюрных памятников животным в Петербурге, как «Памятник Чижику-Пыжику» (скульптор Р. Габриадзе, 1994), «Памятник бродячей (доброй) собаке Гаврюше» (скульптор В. А. Сиваков, 1999) и памятники кошкам, привезённым из Ярославля для борьбы с крысами в городе сразу после снятия блокады, — коту Елисею и кошке Василисе (автор — Владимир Петровичев при участии Сергея Лебедева, 2000). Некоторые источники ошибочно считают, что именно с зайца Арсения пошла городская мода на установку всевозможных забавных скульптур.
Принято считать, что ушастый Арсений исполняет желания: на его постамент кидают мелочь, и если монетка остаётся на свае возле памятника, то желание сбудется. По утверждению А. А. Друзя, чаще всего это желание состоит в том, чтобы при езде без билета быть невидимыми для контролёров или кондукторов в общественном транспорте.
Несколько раз Иоанновский мост на короткое время лишался своего талисмана. Это происходило как из-за банального воровства — скульптура становилась добычей похитителей, — так и вследствие аварий во время соревнований по водно-моторному спорту, проходящих рядом с Петропавловской крепостью.